# Jana Volfová (historička)
Jana Volfová (16. říjen 1934 Úherce u Mladé Boleslavi – 5. červen 2021 Mladá Boleslav) byla česká středoškolská pedagožka, spisovatelka (popularizátorka dějin), publicistka.

## Život

### Studium, zaměstnání
Vystudovala učitelství dějepisu a zeměpisu na Pedagogické fakultě Karlovy Univerzity (resp. Vysoké škole pedagogické) a v letech 1965–1989 vyučovala na Akademickém gymnáziu ve Štěpánské ulici v Praze 1. Po odchodu do důchodu se věnovala i publicistické činnosti, například jako autorka článků s historickou tematikou pro měsíčník (později dvouměsíčník) Český dialog / Czech Dialogue Evy Střížovské.

### Dílo, knihy
Vydala knihu krátkých příběhů o některých významných i méně známých osobnostech i událostech českých dějin Českých dějin hrátky ošidné (2002), která popularizuje dějepis. Kniha se dočkala několika vydání a rozšířené verze Dějin a mýtů hrátky ošidné (2007). Kromě toho byla autorkou různých metodických publikací z oboru dějepisu, například Francouzská buržoazní revoluce.